# اسماعیل پسر نتنیا
اسماعیل پسر نتنیا (انگلیسی: Ishmael son of Nethaniah) یکی از اعضای خاندان پادشاهی یهودا بود که بر اساس گزارش‌های کتاب مقدس در کتاب‌های پادشاهان جلد دوم و کتاب ارمیا، جدلیا را پس از اینکه توسط نبوکدنصر دوم امپراتوری بابل نو به فرمانداری یهودا منصوب شد، ترور کرد.